# 다식
다식(茶食)은 한국 요리에서 후식으로 먹는 과자이다. 한과의 일종으로서 대개는 차와 함께 먹는다. 곡물이나 땅콩, 약초 등을 녹말과 함께 반죽해서 만든다. 다식을 조리할 때는 쌀가루와 꿀을 반죽한 다음에 다식판에 찍어서 모양을 낸다. 다식판은 여러 가지 전통 문양을 다식의 면에 찍어내는 도구로서 예쁜 모양을 낼 때 쓴다.
반죽을 할 시에는 설탕물을 첨가하는데 꿀처럼 농도를 달게 해서 반죽시 함께 버무린다.

## 종류
- 밤다식
- 검은깨다식
- 깨다식
- 콩다식
- 푸른콩다식
- 송화다식
- 쌀다식

## 같이 보기
- 바인 더우싸인